# NGC 4455

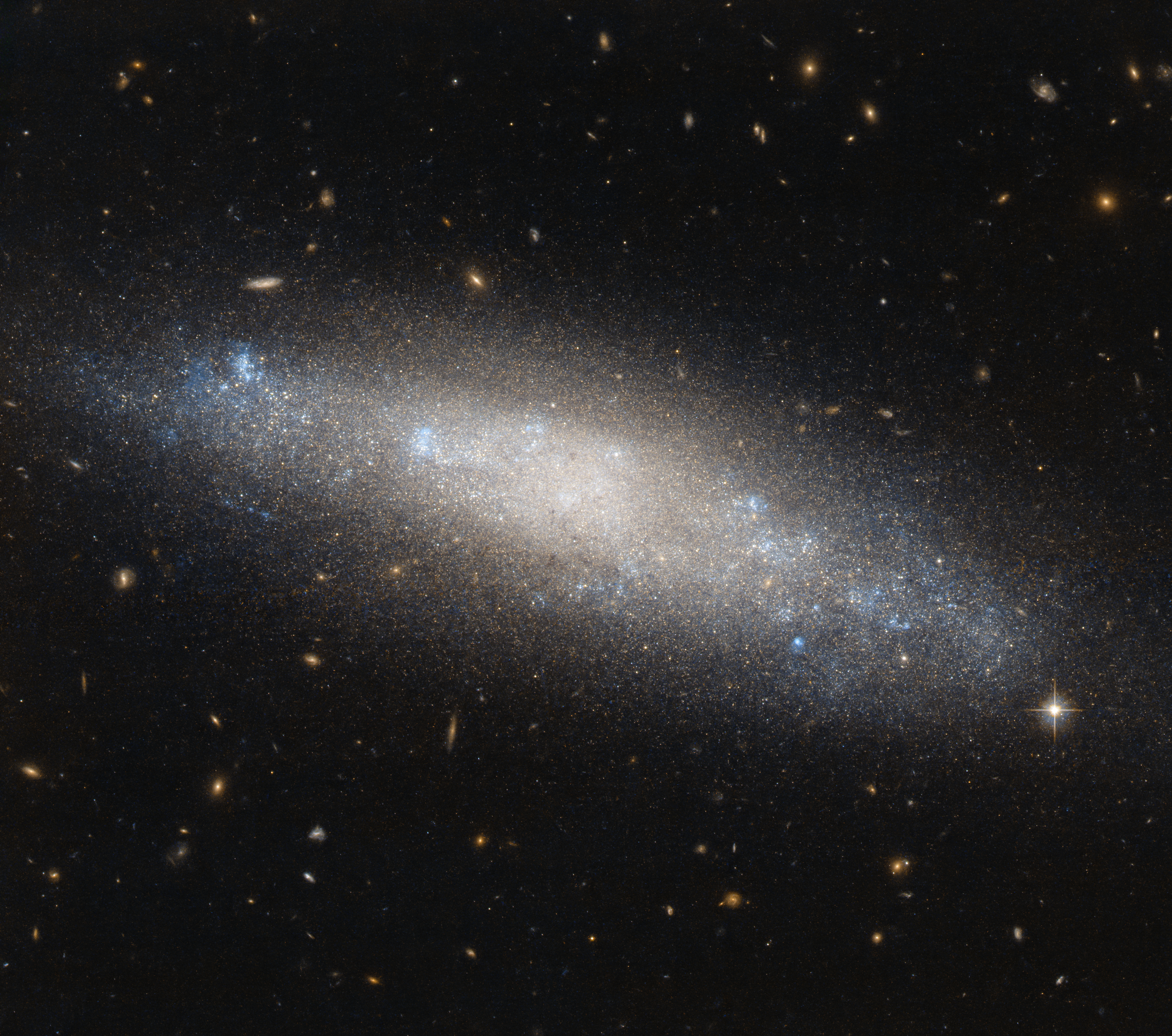
NGC 4455 par le télescope spatial Hubble.

NGC 4455 est une petite galaxie spirale intermédiaire rapprochée de type magellanique vue par la tranche et située dans la constellation de la Chevelure de Bérénice. NGC 4455 a été découverte par l'astronome germano-britannique William Herschel en 1785.

## Caractéristiques
La classe de luminosité de NGC 4455 est IV et elle présente une large raie HI. De plus, elle présente un spectre contenant des raies d'émission.

### Distance
Sa vitesse par rapport au fond diffus cosmologique est de 947 ± 21 km/s, ce qui correspond à une distance de Hubble de 13,97 ± 1,03 Mpc (∼45,6 millions d'al).
À ce jour, 14 mesures non basées sur le décalage vers le rouge (redshift) donnent une distance de 8,972 ± 1,939 Mpc (∼29,3 millions d'al), ce qui est nettement à l'extérieur des valeurs de la distance de Hubble. Cette galaxie, comme plusieurs de l'amas de la Vierge, est relativement rapprochée du Groupe local et on obtient souvent une distance de Hubble très différente en raison de leur mouvement propre dans le groupe où dans l'amas où elles sont situées. La distance de 8.972 Mpc est peut-être plus près de la réalité. Selon ces deux mesures, NGC 4455 se dirige vers le centre de l'amas en direction opposée à la Voie lactée. Notons que c'est avec la valeur moyenne des mesures indépendantes, lorsqu'elles existent, que la base de données NASA/IPAC calcule le diamètre d'une galaxie.

### Classification
La classification indiquée par le professeur Seligman semble mieux correspondre à l'image de NGC 4455 captée par le télescope spatial Hubble que la classification de spirale barrée indiquée sur les autres sources consultées,,. De plus, on ne voit vraiment qu'un seul bras (sinon aucun) sur cette image. Ainsi, c'est aussi probablement une galaxie de type magellanique et peut-être même une galaxie irrégulière.

## Groupe de M60 et l'amas de la Vierge
NGC 4455 apparait dans une liste de 227 galaxies d'un article publié par Abraham Mahtessian. Cette liste comporte plus de 200 galaxies du New General Catalogue et une quinzaine de galaxies de l'Index Catalogue. On retrouve dans cette liste 11 galaxies du Catalogue de Messier, soit M49, M58, M60, M61, M84, M85, M87, M88, M91, M99 et M100.
Toutes les galaxies de la liste de Mahtessian ne constituent pas réellement un groupe de galaxies. Ce sont plutôt plusieurs groupes de galaxies qui font tous partie d'un amas galactique, l'amas de la Vierge. Pour éviter la confusion avec l'amas de la Vierge, on peut donner le nom de groupe de M60 à cet ensemble de galaxies, car c'est l'une des plus brillantes de la liste. L'amas de la Vierge est en effet beaucoup plus vaste et compterait environ 1300 galaxies, et possiblement plus de 2000, situées au cœur du superamas de la Vierge, dont fait partie le Groupe local,.
De nombreuses galaxies de la liste de Mahtessian se retrouvent dans onze groupes décrits dans un article d'A.M. Garcia, soit le groupe de NGC 4123 (7 galaxies), le groupe de NGC 4261 (13 galaxies), le groupe de NGC 4235 (29 galaxies), le groupe de M88 (13 galaxies, M88 = NGC 4501), le groupe de NGC 4461 (9 galaxies), le groupe de M61 (32 galaxies, M61 = NGC 4303), le groupe de NGC 4442 (13 galaxies), le groupe de M87 (96 galaxies, M87 = NGC 4486), le groupe de M49 (127 galaxies, M49 = NGC 4472), le groupe de NGC 4535 (14 galaxies) et le groupe de NGC 4753 (15 galaxies). Ces onze groupes font partie de l'amas de la Vierge et ils renferment 396 galaxies. Certaines galaxies de la liste de Mahtessian ne figurent cependant dans aucun des groupes de Garcia et vice versa.